# سفارة أوكرانيا في سلوفاكيا
سفارة أوكرانيا في سلوفاكيا هي أرفع تمثيل دبلوماسي لدولة أوكرانيا لدى سلوفاكيا تقع السفارة في براتيسلافا وهي تهدف لتعزيز المصالح الأوكرانية في سلوفاكيا.

## وصلات خارجية
- قائمة سفارات أوكرانيا
- قائمة السفارات في سلوفاكيا